# Paul Dupuy (Toulouse)
Pour les articles homonymes, voir Paul Dupuy et Dupuy.
Paul Dupuy, né le 10 janvier 1867 à Toulouse et mort le 11 décembre 1944, est un collectionneur et amateur d'art passionné par l'histoire de Toulouse. Issu d'une riche famille de négociants d'épices et notamment de cornichons, il laisse à son frère la direction de l'entreprise familiale après des études d'ingénieur civil à l'École centrale.
Jamais marié, il lègue son hôtel rue de la Pleau et ses collections à la France ; l'État les donne à la ville de Toulouse, qui en fait le musée Paul-Dupuy.